# Formação Marília
A Formação Marília é uma formação geológica localizada nos estados de São Paulo, Minas Gerais e Goiás. Compreende o período Cretáceo Superior, mais especificamente o Maastrichtiano Superior entre 70,6 e 65,5 milhões de anos.

## Paleofauna
| Vertebrados    | Vertebrados     | Vertebrados  | Vertebrados            | Vertebrados | Vertebrados                   | Vertebrados |
| Gênero         | Espécie         | Localização  | Posição estratigráfica | Material    | Notas                         | Imagens     |
| -------------- | --------------- | ------------ | ---------------------- | ----------- | ----------------------------- | ----------- |
| Baurubatrachus | B. pricei       | Minas Gerais |                        |             | Amphibia                      |             |
| Baurutitan     | B. britoi       | Minas Gerais |                        |             | Dinosauria                    |             |
| Cambaremys     | C. langertoni   | Minas Gerais |                        |             | Testudinata                   |             |
| Itasuchus      | I. jesuinoi     | Minas Gerais |                        |             | Mesoeucrocodylia              |             |
| Peirosaurus    | P. tormini      | Minas Gerais |                        |             | Peirosauridae                 |             |
| Pristiguana    | P. brasiliensis | Minas Gerais |                        |             | Lepidosauria                  |             |
| Trigonosaurus  | T. pricei       | Minas Gerais |                        |             | Dinosauria                    |             |
| Uberabasuchus  | U. terrificus   | Minas Gerais |                        |             | Peirosauridae ou Sebecosuchia |             |
| Uberabatitan   | U. ribeiroi     | Minas Gerais |                        |             | Dinosauria                    |             |